# Wicko Małe
Wicko Małe – jezioro położone w gminie Międzyzdroje, w powiecie kamieńskim, w woj. zachodniopomorskim. Wicko Małe jest częścią dawnej zatoki Zalewu Szczecińskiego i należy do wyspy Wolin. Jeziora Wicko Wielkie i Wicko Małe są oddzielone od zalewu, mieliznami i cieśninami Delty Świny.
Jezioro ma powierzchnię ok. 100 ha, kształt wydłużony południkowy, długości 2,3 km i największą szerokość 0,5 km. Wicko Małe jest płytkim jeziorem o głębokości nie przekraczającej średnio 2 m. 
Około 60% powierzchni przylegającej na zachodzie do części lądowej należy do obszaru Wolińskiego Parku Narodowego. Jest to obszar z podmokłymi trzcinowiskami porosłymi kępowo olszą i przechodzące przy brzegu w bagna porosłe roślinnością wynurzoną.
Na obszarze wodnym Wicka Małego oraz akwenie przyległym w promieniu 500 m od kanału przejściowego z Wicka Małego na jezioro Wicko Wielkie został ustanowiony stały obwód ochronny dla rybołówstwa morskiego. Zakaz dotyczy także połowów sportowo-rekreacyjnych wykonywanych z brzegu Wicka Małego.
Od północnej strony przy wsi Zalesie, do Wicka Małego wpada struga Stary Zdrój. Na wschodnim brzegu znajduje się wieś Wicko, a pomiędzy nią a Zalesiem znajduje się obszar wzniesień (należący do Wolińskiego Parku Narodowego) z Wyżnicą jako najwyższym.
Według danych z 2003 roku tor wodny do Zalesia jest obecnie praktycznie nie eksploatowany. W latach 60. i 70. docierały tu statki białej floty przewożące turystów z Trzebieży i Szczecina.
Nazwę Wicko Małe wprowadzono urzędowo rozporządzeniem w 1949 roku, zastępując poprzednią niemiecką nazwę jeziora – Kleiner Vietziger See.

## Przypisy

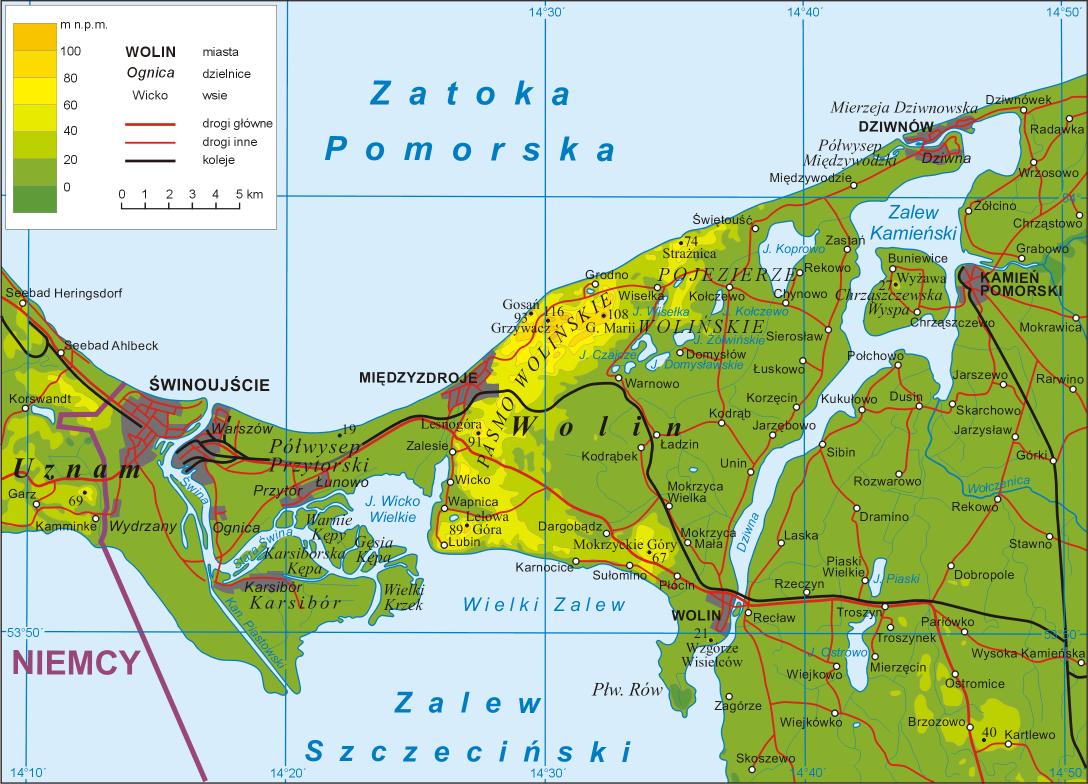
Wicko Małe na północny wschód od Wicka Wielkiego